# Sérgio Henrique Ferreira
Sérgio Henrique Ferreira (Franca, 4 de outubro de 1934 - Ribeirão Preto, 17 de julho de 2016) foi um médico e farmacologista brasileiro, notável pela sua descoberta do fator de potenciação da bradicinina, um peptídeo extraído do veneno da Bothrops jararaca (Jararaca-da-mata), o que possibilitou o desenvolvimento do captopril, um medicamento usado no tratamento da hipertensão arterial. Foi professor da Faculdade de Medicina de Ribeirão Preto da Universidade de São Paulo.
Foi eleito membro da Academia Brasileira de Ciências em 29 de março de 1984. Foi presidente da Sociedade Brasileira para o Progresso da Ciência (SBPC) no período de 1997 a 1999, tendo recebido da entidade o título de seu presidente de honra.

## Carreira
Ferreira formou-se em Medicina pela Faculdade de Medicina de Ribeirão Preto da Universidade de São Paulo (USP) e logo se tornou membro da equipe da mesma escola, onde integrava o Departamento de Farmacologia. Sua formação em pesquisa em farmacologia começou neste Departamento com o Prof. Maurício Rocha e Silva, o descobridor da bradicinina. Enquanto trabalhava nesse assunto, ele descobriu uma família de peptídeos presentes no veneno de uma serpente brasileira, a Bothrops jararaca, que inibia a atividade da cininase e potencializava fortemente os efeitos da bradicinina in vivo e in vitro. Esse fator foi denominado fator potencializador da bradicinina, BPF. Em 1968, com a colaboração do Dr. Lewis Joel Greene, do Laboratório Nacional de Brookhaven, EUA, ele isolou vários peptídeos farmacologicamente ativos responsáveis pela atividade do BPF. Usando esses peptídeos, foi demonstrado um paralelismo geral entre a potenciação da bradicinina e a inibição da conversão da angiotensina I. Posteriormente, seu grupo elucidou a estrutura do menor peptídeo e, usando o pentapeptídeo sintético, demonstrou sua capacidade de potencializar a bradicinina e inibir a conversão da angiotensina I in vivo em modelos experimentais de hipertensão. Seu trabalho nesta área abriu caminho para o desenvolvimento de uma nova classe de medicamentos anti-hipertensivos, os inibidores da enzima conversora de angiotensina (ECA) pelos cientistas da Squibb. Por este trabalho com o peptídeo Bothrops, ele recebeu o Prêmio CIBA de Pesquisa em Hipertensão de 1983, juntamente com os Drs. E. Ondetti e D. Cushman dos laboratórios Squibb.
Enquanto trabalhava em Londres no início dos anos 1970 com John R. Vane (Prêmio Nobel de Medicina, 1983), ele participou da descoberta da inibição da síntese de prostaglandinas por drogas semelhantes à aspirina. Naquela época, ele propôs que o mecanismo da ação analgésica dos anti-inflamatórios não esteroidais (AINEs) era devido à prevenção da sensibilização do receptor de dor que resulta de uma inibição da síntese de prostaglandinas. Essa hipótese foi apoiada por trabalhos adicionais de seu laboratório e de muitos outros investigadores. Seus estudos sobre os mecanismos básicos envolvidos no desenvolvimento da hiperalgesia inflamatória levaram à descoberta de que uma classe seleta de analgésicos como o metamizol, em contraste com os AINEs clássicos, é capaz de neutralizar a sensibilização contínua do neurônio sensorial primário por meio da estimulação da arginina / óxido nítrico caminho. Ele caracterizou um fenômeno descrito como sensibilização retrógrada do neurônio sensorial primário, que enfatiza a importância do componente periférico da dor inflamatória. Seu grupo fez uma contribuição relevante para o papel da bradicinina e das citocinas no desenvolvimento da hiperalgesia inflamatória. Ele verificou que, entre as citocinas, a interleucina 1b medeia a liberação endógena de prostaglandinas e a IL-8 é responsável pelo desenvolvimento da hiperalgesia simpática. Nesta área, ele descreveu um antagonista da IL-1 que agora está sendo desenvolvido como modelo para uma nova classe de analgésicos.
Morreu em 17 de julho de 2016, aos 81 anos, de insuficiência respiratória.

## Prêmios e elogios
As contribuições de Ferreira para a ciência são amplamente reconhecidas. Em 1995, recebeu a Ordem Nacional do Mérito Científico no nível da Grande Cruz, e recebeu vários prêmios e medalhas, como o Prêmio TWAS da Academia de Ciências do Terceiro Mundo (1990 e 1992), o Prêmio Mexicano de Ciência e Tecnologia (1999), o Prêmio Rheimboldt-Hauptmann da Universidade de São Paulo (2001) e o Prêmio Péter Murányi (2002). Ele fez parte do conselho editorial de várias revistas internacionais, foi membro estrangeiro da Academia Nacional de Ciências dos EUA. Ferreira também foi um notável líder científico no Brasil. Ajudou a fundar e é um dos editores-chefes da mais influente revista científica biomédica internacional, a Revista Brasileira de Pesquisa Médica e Biológica, foi membro da Academia Nacional de Ciências e do Conselho Brasileiro de Ciência e Tecnologia. Foi fundador e ex-presidente da Sociedade Brasileira de Farmacologia e Terapêutica e da Sociedade Brasileira para o Progresso da Ciência (SBPC).

## Publicações
- Ferreira, S. H. 1972. Prostaglandins, aspirin-like drugs and analgesia. Nature New Biology. vol. 240, p. 200-203.
- Ferreira, S. H. and Nakamura, M. 1979. II-Prostaglandins hyperalgesia: the peripheral analgesic activity of morphine, enkephalins and opioid antagonists. Prostaglandins. vol. 18, p. 191-200.
- Ferreira, S. H., et al. 1988. Interleukin-1b as a potent hyperalgesic agent antagonized by a tripeptide analogue. Nature. vol. 334, p. 698-700.
- Ferreira, S. H., et al. 1991. The molecular mechanism of action of peripheral morphine analgesia: stimulation of cGMP system via nitric oxide release. European Journal of Pharmacology. vol. 201, p. 121-122.
- Ferreira, S. H., et al. 1993. Bradykinin initiates cytokine mediated inflammatory hyperalgesia. Brazilian Journal of Pharmacological Sciences. vol. 110, p. 1227-1231.
- Ferreira, S. H. and Lorenzetti, B. B. 1994. Glutamate spinal retrograde sensitization of primary sensory neurons associated with nociception. Neuropharmacology. vol. 33, no. 11, p. 1479-1485.